# Pawn Shoppe Heart
Pawn Shoppe Heart è il secondo album in studio del gruppo musicale garage rock statunitense The Von Bondies, pubblicato nel 2004.

## Tracce
1. No Regrets – 2:34
2. Broken Man – 2:10
3. C'mon C'mon – 2:15
4. Tell Me What You See – 1:56
5. Been Swank – 2:44
6. Mairead – 5:11
7. Not That Social – 3:01
8. Crawl Through the Darkness – 2:45
9. The Fever – 2:38
10. Right of Way – 3:46
11. Poison Ivy – 2:14
12. Pawn Shoppe Heart/Try a Little Tenderness – 9:28